# Краснокутська дослідна станція садівництва
Красноку́тський науко́во-до́слідний центр інститу́ту садівни́цтва Украї́нської акаде́мії агра́рних наук (стара назва — Краснокутська дослідна станція садівництва УААН) — розташований у с-щі Краснокутськ Харківської області.

## Сфера діяльності
- наукові розробки;

- продаж саджанців плодових, ягідних, декоративних культур;

- продаж фруктів та овочів;

- туристична діяльність (екскурсії в Краснокутський дендропарк)